# Roemenië op de Europese kampioenschappen atletiek 2010
Roemenië werd vertegenwoordigd door 33 atleten op de Europese kampioenschappen atletiek 2010.

## Deelnemers
| Onderdeel          | Mannen                                                            | Vrouwen                                                                    |
| ------------------ | ----------------------------------------------------------------- | -------------------------------------------------------------------------- |
| 100 m              |                                                                   | Andreea Ogrezeanu                                                          |
| 200 m              |                                                                   | Andreea Ogrezeanu                                                          |
| 400 m              | Catalin Campeanu                                                  |                                                                            |
| 800 m              | Cristian Vorovenci                                                | Mirela Lavric                                                              |
| 1500 m             |                                                                   | Liliana Popescu                                                            |
| 5000 m             |                                                                   | Roxana Barca                                                               |
| 10.000 m           | Marius Ionescu                                                    |                                                                            |
| Marathon           |                                                                   | Lidia Şimon Daniela Carlan                                                 |
| 110/100 m horden   | Alexandru Mihailescu                                              |                                                                            |
| 400 m horden       | Nagy Attila Csongr                                                | Angela Morosanu                                                            |
| 3000 m steeple     |                                                                   | Ancuța Bobocel                                                             |
| Hoogspringen       | Mihai Donisan                                                     | Georgiana Zarcan                                                           |
| Verspringen        |                                                                   | Cornelia Deiac Viorica Tigau                                               |
| Hink-stap-springen | Marian Oprea                                                      | Adelina Gavrila Carmen Toma Alina Popescu                                  |
| Discuswerpen       | Mihai Grasu Sergiu Ursu                                           | Nicoleta Grasu                                                             |
| Kogelslingeren     |                                                                   | Bianca Perie                                                               |
| Speerwerpen        |                                                                   | Maria Negoita Felicia Tilea                                                |
| 20 km snelwandelen | Silviu Casandra                                                   |                                                                            |
| 4 x 400 m          | Catalin Campeanu Nagy Attila Csongr Adrian Dragan Iulian Geambazu | Angela Morosanu Mirela Lavric Adelina Pastor Bianca Răzor Ana Maria Ionita |

## Resultaten

### 100 m vrouwen
- Andreea Ogrezeanu
  - Reeksen: 11,78 (NQ)

### 200 m mannen
- Andreea Ogrezeanu
  - Reeksen: 19de met 23,89 (NQ)

### 400 m mannen
- Catalin Cimpeanu
  - Ronde 1: 46,17 (PB) (Q)
  - Halve finale: 19de in 46,43 (NQ)

### 800 m mannen
- Cristian Vorovenci
  - Reeksen: 13de in 1.50,05 (q)
  - Halve finale: 10de in 1.48,88 (NQ)

### 1500 m vrouwen
- Liliana Popescu
  - Reeksen: opgave

### 10.000 m mannen
- Marius Ionescu: 21ste in 30:21.76

### 110 m horden mannen
- Alexandru Mihailescu
  - Reeksen: 24ste in 13,99

### 400 m horden

#### mannen
- Nagy Attila Csongr
  - Reeksen: 50,31 (PB) (q)
  - Halve finale: 16de in 51,98 (NQ)

#### vrouwen
- Angela Morosanu
  - Reeksen: 55.11 (Q)
  - Halve finale: 3de in 54,67 (SB) (Q)
  - Finale: 5de in 54,58 (SB)

### 3000 m steeple vrouwen
- Ancuța Bobocel
  - Reeksen: 9.48,01 (Q)
  - Finale: 9de in 9.41,20

### Marathon vrouwen
- Lidia Şimon: 12de in 2:36.52
- Daniela Carlan: opgave

### Verspringen vrouwen
- Cornelia Deiac
  - Kwalificatie: 6,46 m (NQ)
- Viorica Tigau
  - Kwalificatie: 6,21 m (NQ)

### Hink-stap-springen

#### mannen
- Marian Oprea
  - Kwalificatie: 17,03 m (Q)
  - Finale:  met 17,51 m (SB)

#### vrouwen
- Adelina Gavrila
  - Kwalificatie: 4de met 14,48 m (SB) (Q)
  - Finale: 5de met 14,33 m
- Carmen Toma
  - Kwalificatie: 14de met 14,03 m (SB) (NQ)
- Alina Popescu
  - Kwalificatie: 20ste met 13,58 m (NQ)

### Hoogspringen

#### mannen
- Mihai Donisan
  - Kwalificatie: 2,19 m (NQ)

#### vrouwen
- Georgiana Zarcan
  - Kwalificatie: 1,83 m (NQ)

### Discuswerpen

#### mannen
- Sergiu Ursu
  - Kwalificatie: 10de met 62,43 m (q)

#### vrouwen
- Nicoleta Grasu
  - Kwalificatie: 62,10 m (Q)
  - Finale:  63,48 m

### Speerwerpen vrouwen
- Maria Negoita
  - Kwalificatie: 55,68 m (NQ)
- Felicia Tilea
  - Kwalificatie: 46,51 m (NQ)

### Kogelslingeren vrouwen
- Bianca Perie
  - Kwalificatie: 68,67 m (q)
  - Finale: 4de met 71,62 m

### 20 km snelwandelen
Silviu Casandra: 15de in 1:24.51

### 4 x 400 m

#### mannen
- Reeksen: 16de in 3.09,48 (NQ)

#### vrouwen
- Reeksen: 7de in 3.29,46 (Q)
- Finale: 8ste in 3.29,75

Albanië · Andorra · Armenië · Azerbeidzjan · België · Bosnië en Herzegovina · Bulgarije · Cyprus · Denemarken · Duitsland · Estland · Finland · Frankrijk · Georgië · Gibraltar · Griekenland · Groot-Brittannië · Hongarije · Ierland · IJsland · Israël · Italië · Kroatië · Letland · Liechtenstein · Litouwen · Luxemburg · Macedonië · Malta · Moldavië · Monaco · Montenegro · Nederland · Noorwegen · Oekraïne · Oostenrijk · Polen · Portugal · Roemenië · Rusland · San Marino · Servië · Slovenië · Slowakije · Spanje · Tsjechië · Turkije · Wit-Rusland · Zweden · Zwitserland